# Пило, Луи
Луи Пило (фр. Louis Pilot, 11 ноября 1940, Эш-сюр-Альзетт, Люксембург — 16 апреля 2016, Нидеранвен, Люксембург) — люксембургский футболист, полузащитник, впоследствии — футбольный тренер.
Лауреат Юбилейной награды УЕФА как самый выдающийся люксембургский футболист 50-летия (1954—2003). Четыре раза признавался лучшим люксембургским футболистом года (в 1966, 1970, 1971 и 1972 годах). Четырехкратный чемпион Бельгии в составе команды «Стандард» (Льеж).

## Клубная карьера
Футбольную карьеру начал в клубе «Фола» из родного Эш-сюр-Альзетт, цвета которого защищал на протяжении 1957—1960 годов.
Молодой люксембургский футболист привлек внимание тренеров одного из лидеров бельгийского футбола — льежского «Стандарда» и в 1960 году вошёл в состав этого клуба. Попал в основную команду в сезоне 1960—61, а уже со следующего сезона стал стабильно выходить на поле в основном составе команды. Провел в команде из Льежа 12 сезонов, в течение которых был ключевой фигурой полузащиты команды и помог ей одержать четыре титула чемпионов Бельгии (в 1963, 1969, 1970 и 1971), а также дважды стать обладателем национального Кубка (в 1966 и 1967).
В 1972 году перешёл в другой бельгийский клуб, «Антверпен», в составе которого в сезонах 1973—74 и 1974—75 получил серебряные медали чемпионата Бельгии. Последним клубом активной карьеры игрока стал «Расинг Жет». Команда соревновалась в третьем дивизионе бельгийской первенства, её цвета и защищал Пило с 1975 по 1978 год. В высшем дивизионе Бельгии сыграл 264 игры и забил 36 мячей.

## Выступления за сборную
С 1959 года начал приглашаться в сборную Люксембурга. В составе национальной команды выступал до 1977 года. За это время сыграл за команду в 49 матчах и отметился 7 забитыми голами.

## Тренерская деятельность
После завершения активной игровой карьеры в 1978 году сразу же получил предложение возглавить национальную сборную Люксембурга. Руководил этой командой до 1984 года, когда вернулся в Льеж, возглавив местный «Стандард», в котором в своё время провел лучшие годы карьеры. Проработал в «Стандарде» меньше одного сезона, только до мая 1985 года.
В течение 1985—1988, а затем и в 1990 году возглавлял команду люксембургского клуба «Этцелла».
Скончался на 76 году жизни в Люксембурге 16 апреля 2016 года.

## Достижения и награды

### Командные
- Чемпион Бельгии (4): 1963, 1969, 1970, 1971.
- Обладатель Кубка Бельгии (2): 1966, 1967.

### Личные
- Величайший люксембургский футболист 50-летия (1954—2003)
- Лучший люксембургский футболист года (4): 1966, 1970, 1971, 1972.
- Лучший люксембургский спортсмен года (2): 1968, 1969.